# Astragalus depauperatus
Astragalus depauperatus är en ärtväxtart som beskrevs av Carl Friedrich von Ledebour. Astragalus depauperatus ingår i släktet vedlar, och familjen ärtväxter. Inga underarter finns listade i Catalogue of Life.